# Fran Warren
Fran Warren, geboren als Frances Wolfe (New York, 4 maart 1926 – Connecticut, 4 maart 2013), was een Amerikaanse jazz- en popzangeres.

## Biografie
Frances Wolfe groeide op als dochter van een Joodse familie in The Bronx en begon als danseres aan het New Yorkse Roxy Theater. Na de Tweede Wereldoorlog werkte ze als zangeres voor de bands van o.a. Randy Brooks, Art Mooney, Billy Eckstine en Charlie Barnet. Eckstine gaf haar de artiestennaam Fran Warren, die ze vanaf dan gebruikte. In 1947 werd ze zangeres van de Claude Thornhill Orchestra, waarmee ze in hetzelfde jaar met A Sunday Kind Of Love voor de eerste keer een hitlijstklassering behaalde.
In 1948 verliet Warren Thornhills band om een solocarrière te starten met een contract bij RCA Records. Haar grootste succes echter werd I Said My Pajamas And Put On My Prayers in 1950, een duet met de acteur en zanger Toni Martin, met wie ze daarna samenwerkte. In hetzelfde jaar verscheen ook Dearie, een duet met Lisa Kirk uit de revue The Copacabana Show of 1950. Later wisselde ze naar MGM Records, waar in 1953 haar laatste grote succes It's Anybody's Heart verscheen met Lew Douglas & His Orchestra.
Er verschenen drie albums met opnamen van Warren: The Complete Fran Warren With Claude Thornhill (2000), Let's Fall in Love (2003) en Fran Warren With Orchestra (2004). Voor 2007 werd Love For Love bekend gemaakt bij het label Flare.

## Overlijden
Fran Warren overleed op haar verjaardag in maart 2013 op 87-jarige leeftijd.

## Discografie
- 1951: Mr. Imperium
- 1956: Mood Indigo
- 1957: Hey There! Here's Fran Warren met Mel Lewis, Bob Enevoldsen, Don Fagerquist, Marty Paich
- 1960: Something’s Coming

- Bibliothèque nationale de France: cb139529573 (data)
- International Standard Name Identifier: 0000 0000 2052 366X
- Library of Congress Control Number: n78031057
- MusicBrainz: bed66b6b-3ffb-4a05-8878-e2984030b717
- Nationale Bibliotheek van Israël: 987007350488105171
- SNAC: w6wn3rd2
- Virtual International Authority File: 17413889
- WorldCat: E39PBJc3MxcXrdVDXR8rhV97HC